# Marcel Dalio
Marcel Dalio (Israel Moshe Blauschild; n. 23 noiembrie 1899, Paris, Île-de-France, Franța – d. 15 noiembrie 1983, Paris, Île-de-France, Franța) a fost un actor francez. A apărut în două filme importante ale lui Jean Renoir: Iluzia cea mare (1937) și Regula jocului (1939).

## Filmografie

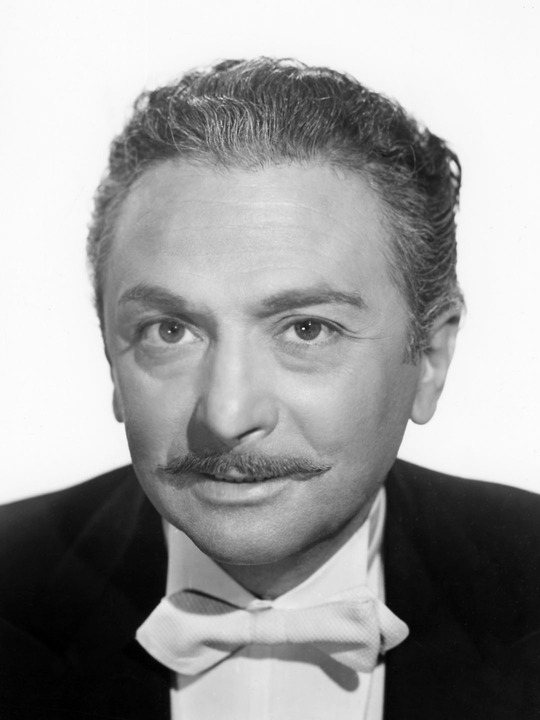
Marcel Dalio în 1950

- Olive passager clandestin (1931) – Caravanos
- The Night at the Hotel (1932) – Jérôme
- Les affaires publiques (1934) – Le speaker / Le sculpteur / Le capitaine des pompiers / L'amiral
- Turandot, Princess of China (1935) – Hippolyte
- Return to Paradise (1935) – Le notaire
- Le golem (1936) – (nemenționat)
- Quand minuit sonnera (1936)
- Beethoven's Great Love (1936) – L'éditeur Steiner
- Pépé le Moko (1937) – L'Arbi
- White Cargo (1937) – Pérez
- L'Homme à abattre (1937)
- Marthe Richard, au service de la France (1937) – Pedro
- The Pearls of the Crown (1937) – Le ministre d'Abyssinie
- La Grande Illusion (1937) – Le lieutenant Rosenthal
- Sarati the Terrible (1937) – Benoît
- The Kiss of Fire (1937) – Le photographe
- Miarka (1937) – Le maire
- Les pirates du rail (1938) – Le mercenaire
- Mollenard (1938) – Happy Jones
- Chéri-Bibi  (1938) – Le donneur
- La Maison du Maltais (1938) – Matteo Gordina – le Maltais
- The Curtain Rises (1938) – Le jude d'instruction
- Conflict (1938) – L'usurier / The Money-Lender
- L'Esclave blanche (1939) – Le sultan Soliman
- La Tradition de minuit (1939) – Édouard Mutter, l'antiquaire
- La Règle du jeu (1939) – Marquis Robert de la Cheyniest
- Sacred Woods (1939) – Zakouskine, le danseur
- Thunder Over Paris (1940) – Barel
- One Night in Lisbon (1941) – Concierge
- Unholy Partners (1941) – Molyneaux
- The Shanghai Gesture (1941) – The Master of the Spinning Wheel
- Flight Lieutenant (1942) – Marcel Faulet (nemenționat)
- The Pied Piper (1942) – Focquet
- Tales of Manhattan (1942) – 2nd Salesman at Santelli's (nemenționat)
- Casablanca (1942) – Emil – Croupier at Rick's (nemenționat)
- Tonight We Raid Calais (1943) – Jacques Grandet
- The Constant Nymph (1943) – Georges
- Paris After Dark (1943) – Luigi – Quisling Barber
- Flesh and Fantasy (1943) – Clown (nemenționat)
- The Desert Song (1943) – Tarbouch
- The Song of Bernadette (1943) – Callet
- Action in Arabia (1944) – Chakka – Arab Henchman at Airport
- Pin-up Girl (1944) – Pierre (nemenționat)
- Wilson (1944) – Premier Georges Clemenceau
- To Have and Have Not (1944) – Gérard (Frenchy)
- A Bell for Adano (1945) – Zito
- Her Final Role (1946) – Ardouin
- Pétrus (1946) – Luciani
- Temptation Harbour (1947) – Insp. Dupré
- The Damned (1947) – Larga
- Snowbound (1948) – Stefano Valdini
- Judicial Error (1948) – Dinari
- Dédée d'Anvers (1948) – Marco
- Dark Sunday (1948) – Max – l'éditeur
- The Lovers Of Verona (1949) – Amedeo Maglia
- Wicked City (1949) – Aimé – un nervi
- Portrait of an Assassin (1949) – Fred dit Bébé
- Maya (1949) – Le steward
- Menace de mort (1950) – Denis
- Black Jack (1950) – Captain Nikarescu
- Oriental Port (1950) – Zarapoulos
- On the Riviera (1951) – Philippe Lebrix
- Rich, Young and Pretty (1951) – Claude Duval
- Nous irons à Monte-Carlo (1951) – Poulos – l'imprésario
- Lovely to Look At (1952) – Pierre
- The Merry Widow (1952) – Police Sergeant
- The Snows of Kilimanjaro (1952) – Emile
- The Happy Time (1952) – Grandpere Bonnard
- Gentlemen Prefer Blondes (1953) – Magistrate
- Flight to Tangier (1953) – Goro
- Monte Carlo Baby (1953) – Melissa Farrell's Agent
- Lucky Me (1954) – Anton
- La Patrouille des sables (1954) – Maillard
- Sabrina (1954) – Baron St. Fontanel
- Tres hombres van a morir (1954) – Maillard
- The Lovers of Lisbon (1955) – Porfirio
- Jump Into Hell (1955) – Sgt. Taite
- Razzia sur la chnouf (1955) – Paul Liski
- Miracle in the Rain (1956) – Marcel – Waiter
- Anything Goes (1956) – Ship's Captain (nemenționat)
- Ten Thousand Bedrooms (1957) – Vittorio Cisini
- China Gate (1957) – Father Paul
- The Sun Also Rises (1957) – Zizi
- Tip on a Dead Jockey (1957) – Toto del Aro
- Lafayette Escadrille (1958) – Drill Sergeant
- The Perfect Furlough (1958) – Henri Valentin
- The Man Who Understood Women (1959) – Le Marne
- Pillow Talk (1959) – Pierot
- 1960 Can-Can, regia Walter Lang – Andre – the head waiter
- Classe Tous Risques (1960) – Arthur Gibelin
- Song Without End (1960) – Chelard
- The Devil at 4 O'Clock (1961) – Gaston
- Jessica (1962) – Luigi Tuffi
- Cartouche (1962) – Malichot
- Le Petit Garçon de l'ascenseur (1962) – Antonio
- The Law of Men (1962) – L'avocat Plautet
- Le Diable et les Dix Commandements (1962) – Le bijoutier / Jeweler (segment "Luxurieux point ne seras")
- L'Abominable Homme des douanes (1963) – Gregor
- The List of Adrian Messenger (1963) – Max Karoudjian
- Donovan's Reef (1963) – Father Cluzeot
- À couteaux tirés (1964) – Jean Grégor / Gregor Veloni
- Wild and Wonderful (1964) – Dr. Reynard
- The Monocle Laughs (1964) – Elie Mayerfitsky
- Male Companion (1964) – Socratès
- Tintin and the Blue Oranges (1964) – (voce, nemenționat)
- Lady L (1965) – Sapper
- Made in Paris (1966) – Georges
- Un garçon, une fille. Le dix-septième ciel (1966) – Le maître d'hôtel
- How to Steal a Million (1966) – Senor Paravideo
- Tender Scoundrel (1966) – Le père de Véronique
- The 25th Hour (1967) – Strul
- The Oldest Profession (1967) – Me Vladimir Leskov (segment "Aujourd'hui")
- How Sweet It Is! (1968) – Louis
- Du blé en liasses (1969) – Vanessian
- Justine (1969) – French Consul General
- Catch-22 (1970) – Old Man in Whorehouse
- The Great White Hope (1970) – French Promoter
- L'amour c'est gai, l'amour c'est triste (1971) – M. Paul
- Aussi loin que l'amour (1971) – Le milliardaire
- Papa les p'tits bateaux (1971) – Boudu, le clochard
- Les Yeux fermés (1972) – Le vieux monsieur
- La punition (1973) – Le Libanais
- The Mad Adventures of Rabbi Jacob (1973) – Rabbi Jacob
- Ursule et Grelu (1974) – Le réceptionniste
- Dédé la tendresse (1974)
- La Bête (1975) – Duc Rammendelo De Balo
- Let Joy Reign Supreme (1975) – Le noble suffocant au repas (nemenționat)
- Trop c'est trop (1975) – Saint-Pierre
- La chatte sur un doigt brûlant (1975) – Hector Franbourgeois
- Le faux-cul (1975) – Cohen
- Hard Love (1975) – Le maître d'hôtel
- The Wing or the Thigh (1976) – Le tailleur de Duchemin
- Solemn Communion (1977) – Old Charles Gravet
- Shadow of the Castles (1977) – Père Renard
- L'Honorable Société (1978) – Marcel
- One Page of Love (1978) – Le père de Fanny
- Surprise Sock (1978) – Monsieur L'église
- Le paradis des riches (1978) – Mathieu
- Brigade mondaine: Vaudou aux Caraïbes (1980) – Mazoyer